# 이현 (성우)
이현(1984년 4월 14일~)은 대한민국의 성우로, 2012년 대원방송 성우극회 공채 3기로 입사했다.
대표 작품인 또봇과 카봇 그 외에 또봇 V, 애슬론 또봇, 바이클론즈, 다이노코어, 몬카트, 쥬라기 캅스 등 여러 로봇물 애니에 출연하였다. 이 기록은 소속 선배인 이지현, 조경이, 최낙윤도 달성하지 못한 기록이다. 또한 타 소속 성우인 전광주, 김율, 강수진도 달성하지 못하였다.

## 출연 작품

### TV 애니메이션
- 닌자고 도깨비 습격! - 오메가
- 레고 시티 어드벤처 - 듀크
- 달의 요정 세일러문 R - 앨런(쟈니)
- 디지몬 크로스워즈 - 아스타몬, 사이키몬, 유라 아빠
- 벨제바브 - 칸자키, 대마왕, 오가아빠
- 소년탐정 김전일 Original - 로쿠조
- 스위트 프리큐어♪ - 바리톤, 호죠 단 (최동훈)
- 왕괴짜 돈만이
- 울트라 키즈짱 - 용용이
- 유희왕 ZEXAL
- 캡틴 근육맨
- 페어리 테일 (대원방송)
- 바쿠만 - 노부히로, 편집장
- 트랜스포머 레스큐봇 - 체이스
- 미나미家 세자매 4기 (애니박스) - 후지오카
- 명탐정 코난 (투니버스) - 오용수, 이원성
- 코토우라양 (애니박스) - 혜선 아빠
- 팩맨과 유령의 모험 (애니박스) - 클라이드
- 팡팡! 불량로봇 대소동 (챔프) - 기즈모
- 원피스 Original (챔프) - 완제, Dr. 호그백, 모몬가, 괴물쵸파, 디스코, 몽키 D. 드래곤, 파가야
- 원피스 Original 임펠다운 편 - 도크 Q, 차를로스 성
- 원피스 New 조 편 (애니원) - 잭
- 원피스 Original 16기 어인섬 편 - 도슨
- 원피스 Original 18기 드레스로자 편 Part1 (애니원) - 다가마, 세뇨르 핑크
- 원피스 New 무사의 나라 편 - 홀덤 / 사자(카미지로) / 마딜로맨
- 기동전사 건담 AGE (챔프TV) - 해설, 이노
- 다이노코어 (SBS) - 다크노, 코스모사우루스, 매머드
- 몬카트 (EBS) - 마크 블루, 왕
- 변신자동차 또봇 - 남해, 태권 K, 이사팔, 기가세븐
- 애슬론 또봇 - 토네이도, 마그마식스
- 바이클론즈 - 환장, 관장
- 프린세스 스타의 모험일기 (디즈니채널) - 리버 버터플라이, 마르코아빠, 알폰조, 퍼거슨, 루도
- 파워캐치 완다 - 유빈아빠, 버그데스
- 도날드 덕 가족의 모험 (디즈니 채널)
- 101 달마시안 스트리트 (디즈니 채널) - 더그, 도킨스
- 해피해피 다마고치! - 히노타마치, 데바치, 센파이가메치, 시카이치, 가키와리치, 고와모테치, 타요치
- 신비한 개구리 나라 앰피비아 (디즈니 채널, 디즈니+)
- 원펀맨 - 사이타마
- 왕실탐정, 미라 (디즈니 주니어) - 미쿠
- 팩맨과 유령의 모험 - 클라이드, 노래
- KBO리그 애니메이션 (MBC) - 두산베어스
- 괴도 조커 (카툰네트워크) - 프레지던트D(덤프)
- 빠샤메카드 - 포레곤, 그리포스
- 몰리 맥기와 유령 (디즈니+) - 피트 맥기
- 포켓몬스터 썬&문 (투니버스)
- 포켓몬스터 W (투니버스) - 사도
- 메탈카드봇S 강철의 귀환 - 에드, 블랙후크

### KBS
- 헬로 카봇 (KBS) - 비트런
- 쥐라기캅스(KBS) - 쥬톱스, 바리
- 또봇 V (KBS) - 알파플러스, 그랜드챔피언
- 몬스터 탑 - 람해, 콜렉터
- 마법소녀 디디 - 니노, 페펠 시장
- 메탈카드봇 (KBS) - 에드, 블랙후크
- 내 친구 반인반어 - 샤코
- 테테루 - 빅 할아버지, 모르
- 코드네임 X - 불타는 남자
- 슈퍼트론 - 타노, 외삼촌
- 지구의 주인은 고양이다 (KBS) - 카식, 킹

### KBS 키즈
- 마계학교! 이루마군 - 발람
- 마계학교! 이루마군 2 - 발람
- 마계학교! 이루마군 3 - 발람, 사치로, 해트

### 극장판 애니메이션
- 마이펫의 이중생활, 마이펫의 이중생활 2
- 짱구는 못말려 극장판 : 태풍을 부르는 나와 우주의 프린세스 - 선데이(일) 뒹굴리우스 / 월뽁뽁
- 베르세르크 극장판 (애니박스) - 라반 / 핫산
- 짱구는 못말려 극장판: 엄청 맛있어! B급 음식 서바이벌! - 트뤼플
- 장난감이 살아있다 - 에이스
- 달빛궁궐 - 규수
- 트롤 - 크릭
- 보스 베이비 - 보스 베이비
- 주토피아 - 기디언 그레이/제리/인부 쥐
- 키코리키: 황금모자의 비밀 - 월리
- 스머프: 비밀의 숲
- 극장판 콩순이: 장난감나라 대모험 - 수다쟁이 앵무 / 썬더 / 겁쟁이
- 빅풋 주니어 - 트래퍼
- 코코 - 헥터
- 주먹왕 랄프 2: 인터넷 속으로 - 더블 댄
- 극장판 헬로 카봇: 옴파로스 섬의 비밀 - 꾸질꾸질 / 정대기
- 극장판 신비아파트: 하늘도깨비 대 요르문간드 - 요르문간드 / 가루다
- 신비아파트 특별판: 빛의 뱀파이어와 어둠의 아이 - 루만 / 뱀파이어 L
- 극장판 포켓몬스터 뮤츠의 역습 EVOLUTION - 박사
- 변신자동차 또봇 극장판 로봇군단의 습격 - 태권K, 설모리
- 원피스 스탬피드 - 모몬가 / 킬러
- 장화신은 고양이: 끝내주는 모험 - 빅 배드 울프

### 영화
- 가디언즈 오브 갤럭시 2 - 그루트(빈 디젤)
- 어벤져스: 인피니티 워 - 그루트(빈 디젤)
- 토르: 러브 앤 썬더 - 그루트(빈 디젤)
- 캡틴 아메리카: 윈터 솔져 (MBC) - 안전 사회 의원(친 한)
- 메리 포핀스 리턴즈 - 클라이드 / 공원 관리인
- 덤보 - 롱고(데오비아 오파레이)
- 닥터 두리틀 - 요시(북극곰)
- 닥터 스트레인지 - 치료사(코브나 홀드브룩 스미스)

### 외화
- 무파사: 라이온 킹 - 치가루
- 변두리 로켓 (채널J) - 카라키타 / 미즈하라 / 시이나
- 팔콘과 윈터 솔져 (디즈니+) - 존 워커(와이엇 러셀)
- 아메리카 퍼니스트 홈 비디오: 동물 에디션 - 알폰소 리베이로

### 특촬물
- 가면라이더 오즈 - 우바 (야마다 유스케)
- 파워레인저 고버스터즈 - 토르 (타카하시 나오토)
- 파워레인저 다이노포스 - 황비호 (데아이 마사유키) & 황수현
- 파워레인저 갤럭시포스 - 가루/울프 블루
  - 극장판 파워레인저 갤럭시포스 VS 스페이스 스쿼드 - 가루/울프 블루
- 가면라이더 포제 - 손건우 (다이몬지 슌) (토미모리 저스틴)

### 드라마
- 넌 내게 반했어 (MBC)

### 방송
- 내 품에 라바와 친구들 (MBC) - 뿌숑

### 게임
- 문명: 비욘스 어드 라이징 타이드 - 한재문
- 스타크래프트 II: 공허의 유산 - 파멸자, 자치령 부대원
- 월드 오브 워크래프트 - 레가르 어스퓨리 / 군주 스몰데른 / 수호자 레물로스
- 엘소드 - 바리욘
- 히어로즈 오브 더 스톰 - 레가르
- 하얀고양이 프로젝트 - 카이
- 더 보이스 - 이한
- 리그 오브 레전드 - 파이크
- 커츠펠
- 그랜드 체이스 for kakao - 베르가모토, 카론, 헤카르, 오시리스, 펜릴
- 세븐나이츠 - 수르트